# Ernst Heuser
Ernst Heuser (Elberfeld, 9 d'abril de 1863 - Colònia, 12 de juny de 1942) fou un músic alemany.
Deixeble de Franz Liszt i de Nicodé a Berlín, distingí com a concertista de piano i compositor. Des de 1887 fou professor del Conservatori de Colònia càrrec en el qual va romandre fins a la seva jubilació.
Adepte a lescola romàntica, va escriure l'òpera Aus grosser Zeit, els poemes Der Blumen Rache, per a soprano, cor de dones i orquestra; Um Mitternacht i Wolken amb Meer, per a cor i orquestra, diverses obres simfòniques i els àlbums de peces per a piano Charakter und Jugendstücke, estudis, etc.